# Мігель Флорес
Мігель Флорес Еспіноса (ісп. Miguel Flores Espinoza) — чилійський футболіст, що грав на позиції захисника, зокрема, за клуб «Універсідад де Чилі», а також національну збірну Чилі.

## Клубна кар'єра
У футболі відомий виступами у команді «Депортес Магальянес». 
1950 року перейшов до клубу «Універсідад де Чилі», за який відіграв 1 сезон.  Більшість часу, проведеного у складі «Універсідад де Чилі», був основним гравцем захисту команди. Завершив професійну кар'єру футболіста виступами за команду «Універсідад де Чилі» у 1951 році.

## Виступи за збірну
1949 року дебютував в офіційних матчах у складі національної збірної Чилі. Протягом кар'єри у національній команді, яка тривала 1 рік, провів у її формі 3 матчі.
У складі збірної був учасником Чемпіонату Південної Америки 1949 року у Бразилії.
Був присутній в заявці збірної на чемпіонаті світу 1950 року у Бразилії, але на поле не виходив.